# Fissidens orishae
Fissidens orishae là một loài Rêu trong họ Fissidentaceae. Loài này được Gangulee mô tả khoa học đầu tiên năm 1964.